# Teresa Michałowska-Rauszer
Teresa Michałowska-Rauszer (ur. 21 października 1930 w Poznaniu) – polska rzeźbiarka.

## Życiorys
Teresa Michałowska-Rauszer urodziła się 21 października 1930 w Poznaniu. Spokrewniona z polskim malarzem Piotrem Michałowskim. Absolwentka II Liceum Ogólnokształcącego w Katowicach. W 1955 ukończyła studia na Wydziale Rzeźby Państwowej Wyższej Szkoły Sztuk Plastycznych w Poznaniu. Działała w Związku Polskich Artystów Plastyków Okręgu Katowice. Była członkinią grupy „Arkat”. Współpracowała z rzeźbiarzami: Jerzym Egonem Kwiatkowskim, Henrykiem Piechaczkiem i Augustynem Dyrdą, tworząc rzeźby stanowiące dekorację budynków użyteczności publicznej oraz wyposażenie kościołów. Tworzyła wielkoformatowe tkaniny, m.in. dla katowickiej katedry i kościoła Mariackiego.

## Wybrane realizacje
- płaskorzeźby Pałacu Ślubów al. Korfantego, Katowice (1968, z J. Kwiatkowskim)[4]
- płaskorzeźby fasady Galerii BWA, Katowice (1972, z J. Kwiatkowskim)[5][6]
- ołtarze, ambona, tabernakulum, chrzcielnica – kościół w Drogomyślu (przed 1969, z J. Kwiatkowskim)[7][8]
- tkaniny „Początek świata” oraz „Sąd Ostateczny” (powierzchnia 40 m²) – archikatedra w Katowicach[9]
- tkaniny „Zwiastowanie” oraz „Wniebowzięcie” – Kościół Mariacki, Katowice[3]
- pięć tkanin z motywami ze Starego Testamentu – Kościół Mariacki, Katowice[3]
- ołtarz „Drzewo fatimskie” – archikatedra w Katowicach[3]
- wystrój kaplicy Najświętszego Sakramentu – Kościół Mariacki, Katowice[9]
- forma rzeźbiarska i tabernakulum – kościół Bożego Narodzenia, Halemba (1981)[10]
- kamienna monstrancja – Kościół Mariacki (kaplica św. Sebastiana), Katowice (1987, z H. Piechaczkiem)[3][11]

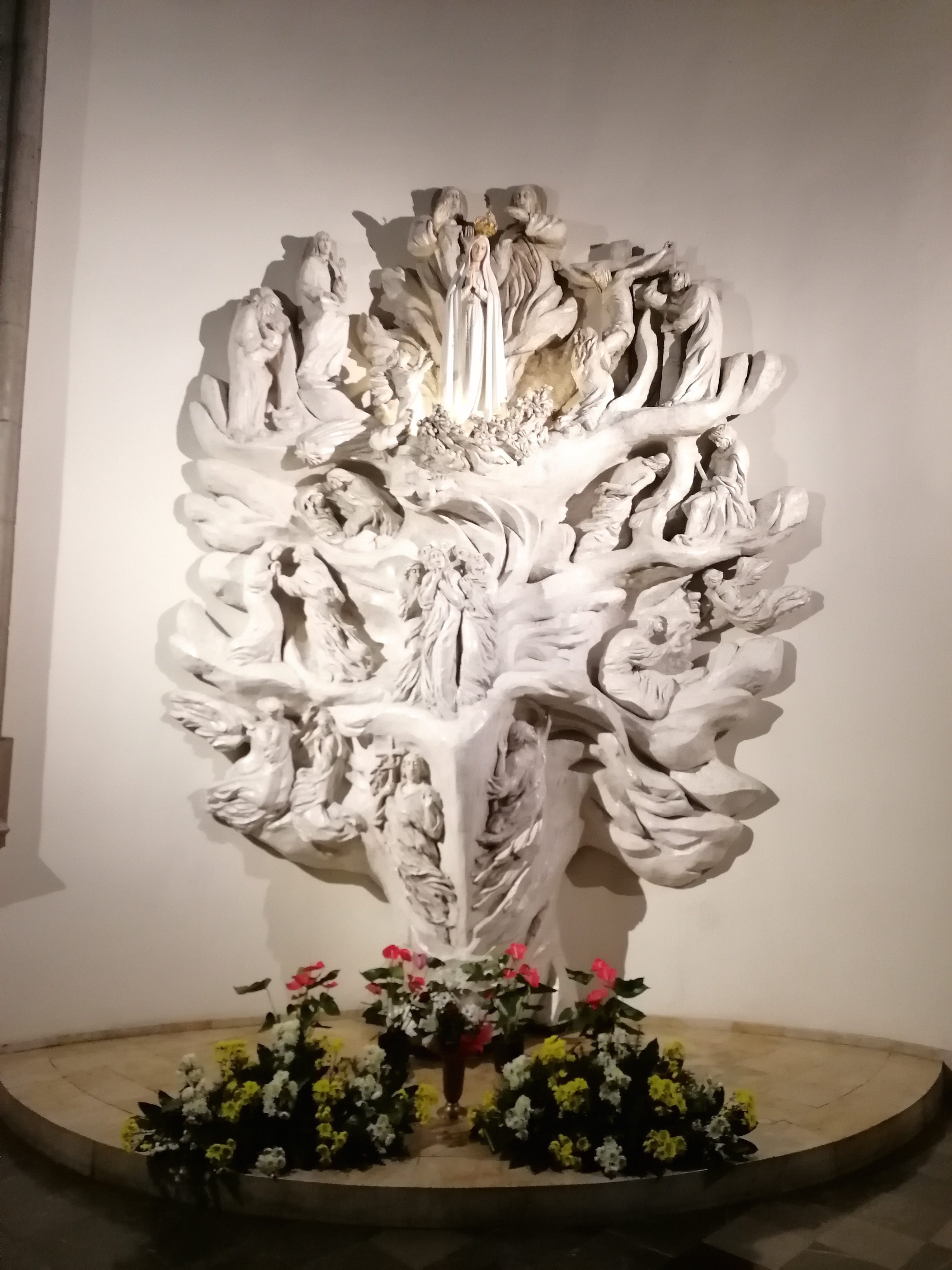
„Drzewo fatimskie”, archikatedra w Katowicach
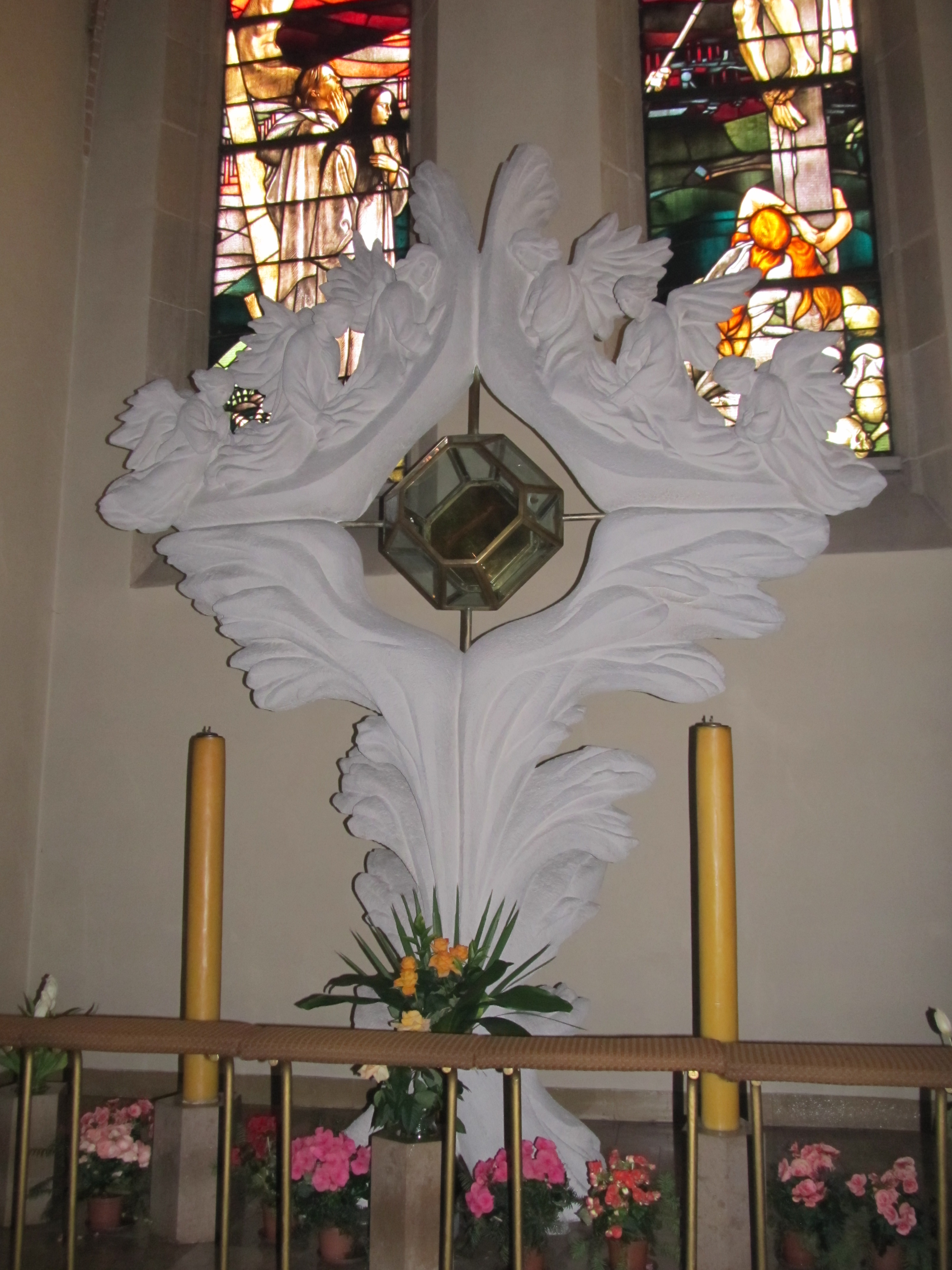
Kamienna monstrancja, Kościół Mariacki w Katowicach
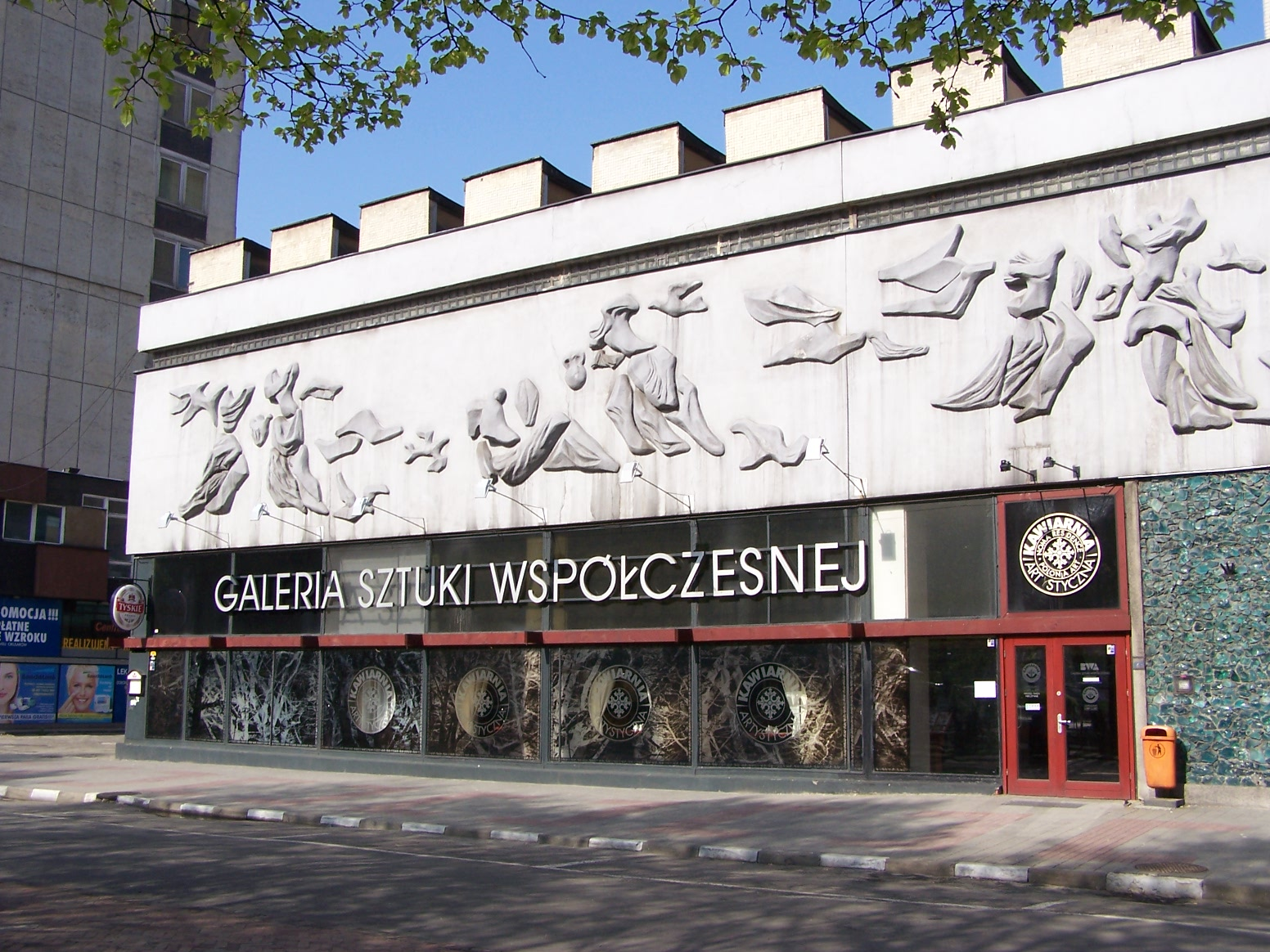
Płaskorzeźby fasady Galerii BWA w Katowicach
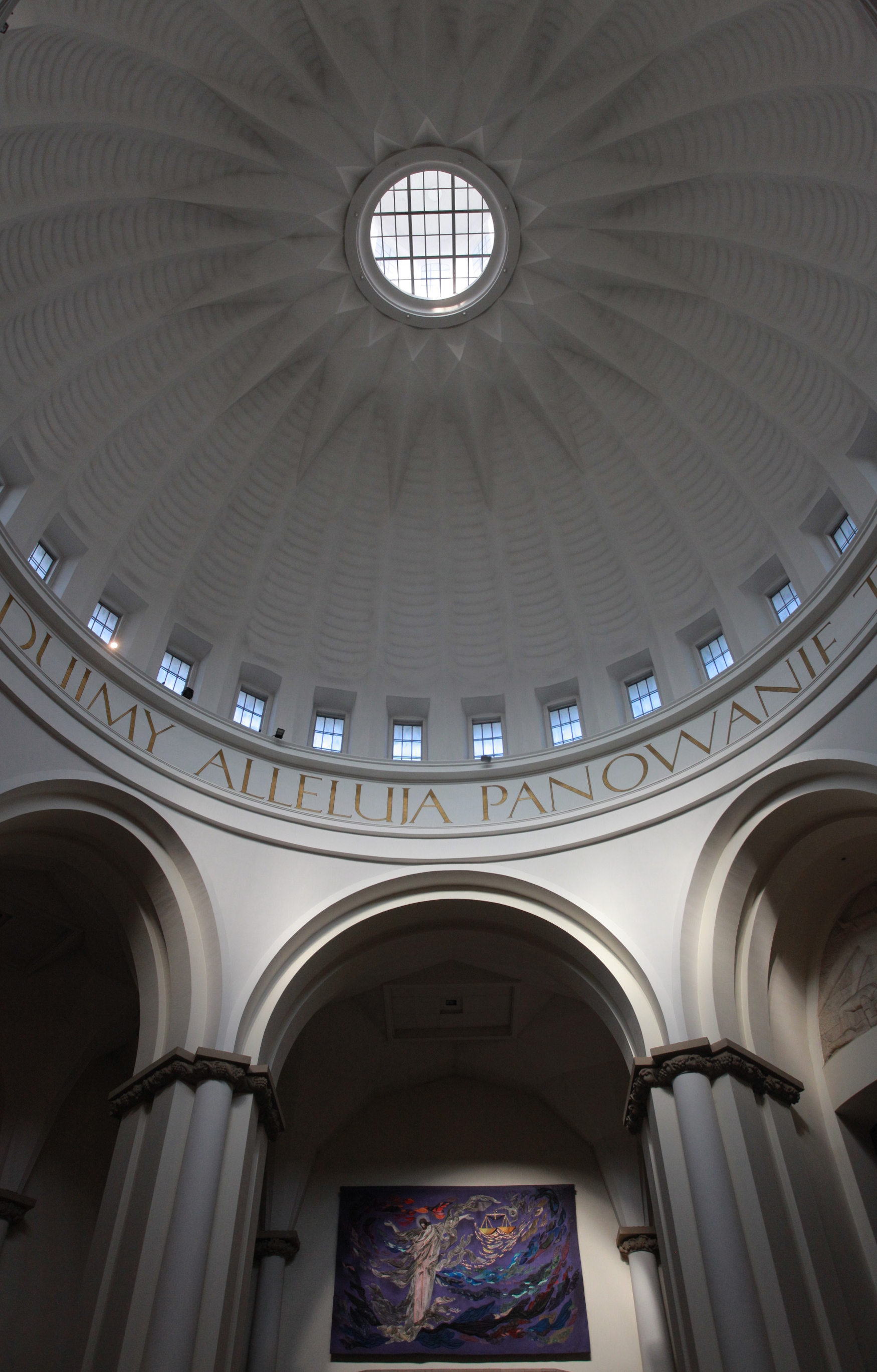
„Sąd Ostateczny” (u dołu)